# 101号美国国道
101號美國國道（英語：或，縮寫為）是美國國道系統中最西邊的南北向公路，全長1,519英里（2,444.59），1926年掛牌。南起加利福尼亞州洛杉磯，北至華盛頓州奧林匹亞，端點均在5號州際公路上，整條路線亦大致與5號州際公路平行。雖然奧林匹亞是公路的北端，但實際上公路最北點是奧林匹克國家公園旁的安吉利斯港。南端的東洛杉磯交流道則號稱全世界最繁忙的交流道，共有四條高速公路在此交會，每天有超過430,000輛次的大小型車輛經過。
在5號州際公路通車以前，101號美國國道是美國西岸最重要的南北向公路。美國國道系統編號由東向西遞增，二位數奇數為主要的南北向公路，尾數為1則是縱貫美國大陸的幹線，三位數編號則是輔助線，但101號公路被認為是二位數（首位是10）。5號州際公路通車後，舊金山以北的101號美國國道的重要性即被該公路取代，但舊金山以南至洛杉磯的US-101對往來這二大城的用路人來說仍然相當重要，這個路段大部份均符合高速公路標準，所經過的城鎮亦較5號州際公路的路線繁榮，因此，此路段每日交通流量比平行的5號州際公路還要大。在舊金山灣區和洛杉磯，101號美國國道均為都會區內最重要的快速公路之一。

## 路線

### 加利福尼亞州段
美國國道101是加利福尼亞州各級公路當中最長的一條。

#### 舊金山灣區以北
101號美國國道由聖荷西南方郊區吉爾羅伊進入舊金山灣區，該路段稱為南谷高速公路（South Valley Freeway），進入聖荷西市區分出85號加州州道後，改稱為「灣岸高速公路（Bayshore Freeway）」。灣岸高速公路沿舊金山半島東緣呈南北向，是南灣聖荷西都會區及聖馬刁縣來往舊金山市區的交通動脈之一，另一條為280號州際公路，二條公路大致平行。由於101號美國國道所經的城鎮較為繁榮，車流量較280號州際公路大，上下班時間十分擁塞。101號美國國道亦為作為舊金山國際機場及聖荷西國際機場的主要聯絡道路。公路進入舊金山市與80號州際公路交會之後轉為平面道路，沿Van Nass大道及倫巴底街，接上紅木公路（Redwood Highway）及金門大橋進入北灣。
舊金山以北至奧勒岡州州界的101號美國國道即稱為紅木公路，全線僅部份高架化，曾是加州往奧勒岡州最重要的通道。在5號州際公路通車後，這個路段的車流量大量減少。目前則作為通往紅木國家公園的主要道路。

## 途經主要城鎮
註：粗體化的城鎮為使用在交通標誌上的正式指定定點城市
| 所經州份       | 途經主要城鎮 |
| -------------- | --- |
| 加利福尼亚州段 | 洛杉磯、千橡、卡马里奥、奧克斯納德、文圖拉、聖塔芭芭拉、聖塔瑪麗亞、聖路易斯-奧比斯保、薩利納斯、聖荷西、舊金山、聖羅莎、優凱亞、優瑞佳 |
| 俄勒冈州段     | 庫斯灣、亞斯托利亞 |
| 华盛顿州段     | 安吉利斯港、奧林匹亞 |